# Derek Underwood
Derek Leslie Underwood MBE (* 8. Juni 1945 in Bromley, Vereinigtes Königreich; † 15. April 2024) war ein englischer Cricketspieler, der zwischen 1966 und 1982 für die englische Nationalmannschaft spielte. Er ist bis heute der beste Spin-Bowler, den England hatte, und galt vor allem zu Beginn der 1970er Jahre als bester Bowler der Welt.

## Aktive Karriere

### Spin-Bowler an der Weltspitze
Underwood gab sein First-Class-Debüt in der Saison 1963 und spielte in der Folge für Kent. Sein Debüt in der Nationalmannschaft folgte im Juni 1966 gegen die West Indies. Im Folgejahr traf er mit dem Team auf Pakistan, wobei ihm sein erstes internationales Five-for (5/52) im zweiten Test gelang. In der Saison 1968 konnte er bei der Ashes-Series gegen Australien im dritten Test drei (3/48) und im vierten Test vier Wickets erzielen (4/41). Im abschließenden Test im Londoner Oval drohte das Spiel auf Grund von Regenfällen abgebrochen zu werden. Die Zuschauer halfen jedoch das Außenfeld von den Wassermengen zu befreien und Underwood konnte in 27 Bällen vier Wickets erzielen und so das Spiel sechs Minuten vor dem Ende für England entscheiden. Insgesamt erzielte er in dem Innings 7 Wickets für 50 Runs. Seine erste Auswärtstour bestritt er in der Saison 1968/69 in Pakistan, wo ihm im zweiten Test 5 Wickets für 94 Runs gelangen. Im folgenden Sommer erzielte er zunächst gegen die West Indies vier Wickets (4/55). Dem folgte eine Tour gegen Neuseeland, bei dem ihm im ersten Test insgesamt elf Wickets (4/38 & 7/32) und im dritten Spiel der Serie zwölf Wickets (6/41 & 6/60) gelangen. Damit wurde er als Spieler der Serie ausgezeichnet. Damit stieg er zum besten Bowler der Welt auf.
In der Saison 1970/71 erreichte er zunächst gegen Australien drei (3/101) und vier (4/66) Wickets. Weiter in Neuseeland konnte er dort im ersten Test abermals 12 Wickets (6/12 & 6/85) erzielen. Im zweiten Test konnte er dann noch ein Mal fünf Wickets (5/108) hinzufügen. Im folgenden Sommer erreichte er drei Wickets (3/72) im dritten Test gegen Indien. Bei der Tour gegen Australien im Jahr darauf wurde er im vierten Test schon früh am Morgen des ersten tages eingesetzt und konnte daraufhin den Gegner stark unter Druck setzen. Insgesamt gelangen ihm dann zehn Wickets (4/37 & 6/45) und im letzten Test konnte er vier weitere Wickets (4/90) erzielen. In der Saison 1972/73 reiste er mit dem Team nach Südasien, wo er zunächst in Indien vier (4/56) und drei (3/90) Wickets erreichte, bevor er weitere drei Wickets (3/58) in Pakistan erzielte.

### Beginn der ODI-Karriere
Im Sommer 1973 absolvierte er sein ODI-Debüt gegen Neuseeland. Daran schloss sich der Besuch der West Indies an, gegen die er in den Tests (3/40) und ODIs (3/30) jeweils drei Wickets erreichte. In der Folge war er weit weniger erfolgreich. Im August 1974 konnte er jedoch gegen Pakistan im zweiten Test insgesamt dreizehn Wickets (5/20 & 8/51) beisteuern, wobei er über weite Teile des Spiels starke Unterstützung des Pitches hatte. In der folgenden Saison in der südlichen Hemisphäre gelangen ihm im vierten Test gegen Australien elf Wickets (7/113 & 4/102) erreichte. Bei der Weiterreise nach Neuseeland folgten drei weitere Wickets (3/38). Im folgenden Sommer war er Teil des englischen Teams beim ersten Cricket World Cup. Seine beste Leistung dort waren 2 Wickets für 30 Runs gegen Neuseeland. Jedoch wurde er nur in den ersten beiden Spielen des Turniers eingesetzt. Ein Jahr später gelangen ihm in den Tests gegen die West Indies ein Mal fünf (5/69), ein Mal vier (4/82) und zwei Mal drei (3/55 und 3/165) Wickets. In den ODIs folgten dann ein weiteres Mal drei Wickets (3/27).
Bei der Tour in Indien in der Saison 1976/77 konnte er in den ersten vier Tests drei Mal vier Wickets (4/78, 4/28 und 4/76) und ein Mal drei Wickets (3/50). Im letzten Test konnte er dann insgesamt neun wickets (4/89 & 5/84) beisteuern. Beim einzigen Test in Australien folgten drei weitere Wickets (3/16). Als Australien im folgenden Sommer nach England konnte er 6 Wickets für 66 Runs im zweiten Test erzielen und so den Sieg sichern. In den ODIs der Tour erreichte er 3 Wickets für 29 Runs im ersten Spiel. Daraufhin ließ er sich von Kerry Packer für die nicht autorisierte australischen World Series Cricket unter Vertrag nehmen, womit er aus dem Test-Team aussortiert wurde. Es dauerte bis zu einem Drei-Nationen-Turnier in Australien im November 1979, bis er wieder zurück ins Nationalteam kam, wobei er 4 Wickets für 44 Runs gegen die West Indies erzielte. Darauf folgte eine Test-Serie gegen das australische Team, wo ihm in allen drei Spielen je drei Wickets (3/82, 3/71 und 3/131) gelangen.  Seine letzte Saison im Nationalteam absolvierte er in 1981/82. In den Tests in Indien konnte er zwei Mal drei Wickets (3/88 und 3/45) erreichen, etwas was ihm in der ODI-Serie ein Mal (3/48) gelang. Seinen letzten Test absolvierte er im Februar 1982 in Sri Lanka und erzielte dabei insgesamt acht Wickets (5/28 & 3/67). Kurz darauf schloss er sich der Rebel-Tour in Südafrika an, womit die Suspendierung des südafrikanischen Teams auf Grund der Apartheid umgangen wurde. Daraufhin wurde er vom englischen Verband für drei Jahre gesperrt, was seine internationale Karriere beendete. Sein letztes First-Class-Spiel für Kent absolvierte er in der Saison 1987. In seiner Karriere führte er Kent zu drei County Championships, zwei Titel im One-Day Cups und je drei in der National League und der Benson & Hedges Cup.

## Nach der aktiven Karriere
Underwood verblieb weiterhin dem Cricket verbunden. So war er Präsident von Kent im Jahr 2006 und 2008 übernahm er auch die gleiche Rolle für den Marylebone Cricket Club. Im April 2024 verstarb er im Alter von 78 Jahren.

## Auszeichnungen
Schon während seiner aktiven karriere wurde ihm in 1981 der MBE verliehen. Im Jahr 2009 wurde er in die ICC Cricket Hall of Fame aufgenommen.